# Jakub Kamiński
Jakub Kamiński (Ruda Śląska, 5 de junio de 2002) es un futbolista polaco que juega de delantero en el F. C. Colonia de la 1. Bundesliga.

## Trayectoria
Comenzó su carrera deportiva en el Lech Poznań, con el que debutó en la Ekstraklasa el 20 de septiembre de 2019, en un partido frente al Jagiellonia Białystok.
En enero de 2022 el VfL Wolfsburgo anunció su fichaje para las siguientes cinco temporadas a partir de la 2022-23. Antes de partir hacia Alemania logró ganar la Ekstraklasa con el Lech Poznań. En tres años en Wolfsburgo jugó 70 encuentros en la 1. Bundesliga antes de ser prestado al F. C. Colonia en julio de 2025.

## Selección nacional
Fue internacional sub-16, sub-17, sub-19 y sub-21 con la selección de fútbol de Polonia, antes de convertirse en internacional absoluto el 5 de septiembre de 2021 en un partido de clasificación para la Copa Mundial de Fútbol de 2022 ante la selección de fútbol de San Marino, y que terminó con victoria polaca por 7-1.

## Clubes
| Club                   | País     | Año       |
| ---------------------- | -------- | --------- |
| Lech Poznań            | Polonia  | 2019-2022 |
| VfL Wolfsburgo         | Alemania | 2022-     |
| F. C. Colonia (cedido) | Alemania | 2025-     |

## Palmarés

### Títulos nacionales
| Título      | Club        | País    | Año  |
| ----------- | ----------- | ------- | ---- |
| Ekstraklasa | Lech Poznań | Polonia | 2022 |